# Teca (botanica)

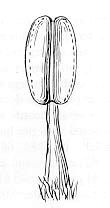
Antera di fragola con teche parallele

Con il termine teca (dal gr. theke, lat thecam.) in senso generale ci si riferisce a "copertura" o "involucro".
In botanica, la teca di un angiosperma è costituita da una coppia di microsporangi adiacenti l'un l'altro che condividono un'area comune di deiscenza chiamata stoma. Ogni parte di una microsporofilla che sostiene un microsporangio è detta antera. La maggior parte delle antere sono formate all'apice di un filamento. Un'antera e il suo filamento insieme formano a tipico stame (o filantera), parte dell'organo maschile del fiore.
Una tipica antera è biloculare, vale a dire, costituita da due teche. Ogni teca contiene due microsporangi, anche conosciuti come sacchi pollinici. I microsporangi producono le microspore, che nelle piante da semi sono note come granuli di polline.
Se i sacchi pollinici non sono adiacenti, o se si aprono separatamente, allora nessuna teca viene a formarsi. Nelle Lauraceae, per esempio, i sacchi pollinici sono disposti a parte e si aprono indipendentemente.
Il tessuto tra i loculi e le cellule sono il connettivo e il parenchima. Entrambi i sacchi pollinici sono separati dallo stome. Quando l'antera è deiscente, si apre allo stome.
Le cellule esterne della teca formano l'epidermide. Sotto l'epidermide, le cellule somatiche formano il tappeto. Queste sostengono lo sviluppo di microspore nei granuli di polline maturo. Tuttavia, poco è noto riguardo ai sottostanti meccanismi genetici, i quali giocano un ruolo nella sporogenesi e gametogenesi maschile.
La disposizione della teca di uno stame tipico può essere la seguente:
- divergente: entrambe le teche in linea, che formano un angolo acuto con il filamento;
- trasversale (o spiegata): entrambe le teche in linea, agli angoli di destra con il filamento;
- obliqua: le teche fissate l'un l'altra in modo obliquo;
- parallela: le teche fissate l'un l'altra in modo parallelo.

In biologia, la teca del follicolo può anche riferirsi alla zona di produzione androgena nelle femmine.
Nell'embriogenesi umana le cellule della teca formano un corpo luteo dopo che un follicolo ovarico ha espulso il suo ovocita secondario arrestato nella seconda meiosi.